# Система мащення із сухим картером

Принципова схема системи мащення двигуна із сухим картером. Олива, що збирається у піддоні (1), безперервно відпомповується насосом (2) і переміщується до оливного бака (3), де гази, що поглинулись оливою, відокремлюються, а олива охолоджується. Гази (6) повертаються у картер двигуна. Насос подачі (4) подає дегазовану та охолоджену оливу (5) до точок змащення двигуна (7)

Систе́ма ма́щення із сухи́м ка́ртером (англ. dry sump lubrication, у повсякденні — «сухий картер»; англ. dry-sump) — система мащення, у якій мастильна олива зберігається не у піддоні картера а у резервуарі, куди вона з піддону відкачується насосом. При цьому картер залишається без оливи й тому носить назву «сухий картер». Така конструкція системи мащення у двигунах внутрішнього згоряння призначена для забезпечення стабільного змащення вузлів в усіх положеннях транспортного засобу, у тому числі при різких маневрах на великих швидкостях, великих нахилах тощо.
Завдяки цим особливостям система мащення із сухим картером знайшла застосування на спортивних автомобілях, мотоциклах, тракторах, деяких автомобілях підвищеної прохідності, на двигунах із опозитним розташуванням поршнів, в авіаційних поршневих двигунах тощо.

## Конструктивні особливості

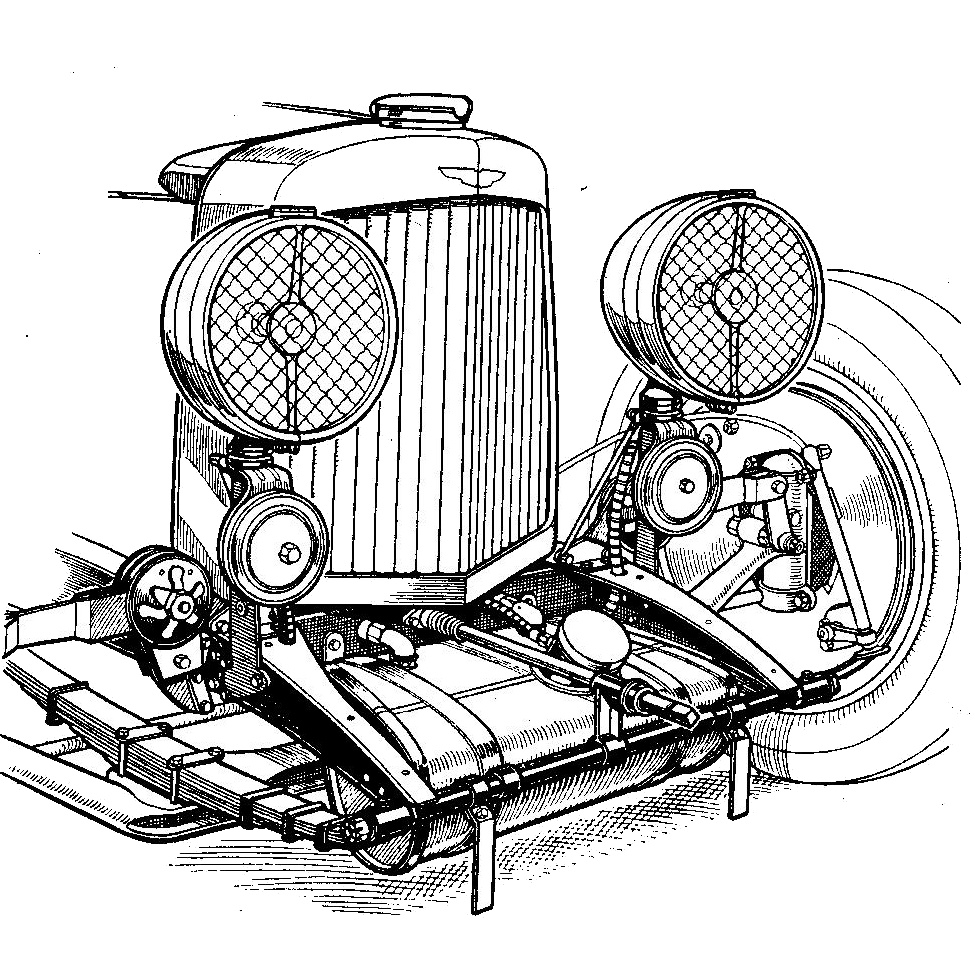
«Aston Martin» з розташованим попереду оливним баком системи мащення із сухим картером (1935)

Система мащення із сухим катером, що встановлюється на спортивні автомобілі, містить всмоктувальний модуль у піддоні, оливний насос, оливний термостат, два оливних радіатори, оливний бак, оливний фільтр та з'єднувальні трубопроводи, що сполучають усі елементи.
Модуль всмоктування, що розташований у піддоні, забезпечує приймання мастильної оливи, яка стікає з вузлів двигуна. Оливний насос виконує декілька функцій: прокачування оливи з картера в масляний бак, відкачування оливи з турбонагнітача в оливний бак, прокачування оливи з бака в систему змащення. Оливний насос виконаний у вигляді секцій, кожна функція відповідає принаймні одному відсіку насоса. Насос приводиться у дію від колінчастого вала двигуна.
Для кращого охолодження оливи в системі змащення із сухим картером разом з рідинним оливним радіатором може бути встановлений додатковий оливний радіатор повітряного охолодження. Його робота регулюється за допомогою оливного термостата, який на холодному двигуні спрямовує оливу безпосередньо в бак, а на прогрітому до певної температури — через цей додатковий радіатор.
Крім зберігання оливи, бак забезпечує демпфування коливань та зменшення піноутворення. Для цього в резервуарі є гасник коливань. Оливний бак також має інтегровану систему вентиляції картера, мірний щуп рівня оливи і датчик температури та тиску оливи.

## Переваги та недоліки
Перевагами системи мащення із сухим картером є:
- відсутність оливного голодування;
- зменшення розмірів та зниження центра мас двигуна у зв'язку зі зменшенням розмірів картера;
- краще охолодження оливи;
- деяке зростання потужності двигуна завдяки зниженню опору оливи при обертанні колінчастого вала.

Разом з тим, сухий картер ускладнює конструкцію системи, збільшує масу та вартість автомобіля, підвищує затрати на обслуговування.